# Hauer Lipót
Hauer Lipót György István Antal (Leopold von Hauer) (Buda, 1854. január 26. – Budapest, 1933. május 3.) magyar származású osztrák-magyar katonatiszt, az első világháború során vezérezredes.

## Élete

### Ifjúkora
Hauer Lipót 1854-ben született Buda városában. Apja báró Hauer István császári és királyi kamarás, anyja gróf welsersheimbi Welser Antónia volt. Alapfokú iskoláit feltehetően szülőhelyén végezte, 1864-től pedig a marburgi gyalogsági hadapródintézet növendéke volt. Itt 1868-ban fejezte be tanulmányait, s még ebben az évben a bécsújhelyi Theresianum Katonai Akadémiára ment, ahol további négy évet tanult. Ezt követően a 11. császári és királyi huszárezredhez osztották be, amelynek állomáshelye Nyíregyháza volt.

### Pályafutása
1876-ban Hauert a tizenegy éves Jenő főherceg nevelőjévé választották. 1877-ben császári és királyi kamarássá nevezték ki. Három éven át volt a főherceg nevelője, majd visszatért alakulatához a 11. császári és királyi huszárezredhez. 1881-ben Bécsbe, a Katonai Lovaglótanár Intézetbe ment, ahol egy kétéves képzést végzett el. 1892-ben Stefánia főhercegné szolgálati és udvari kamarása lett. Hauer 1911-ben elvesztette feleségét, ám 1921-ben újranősült.
1910–1927 között a magyar lovasság főparancsnoka volt. Részt vett az első világháborúban, ahol a császári és királyi 11. lovashadosztály parancsnoka volt az orosz fronton. 1914 októberében a Hauer-lovashadtest parancsnokává nevezték ki, s novemberben pedig címzetes lovassági tábornokká léptették elő. 1917-ben a 4. hadsereg parancsnokává nevezték ki, s megkapta a vezérezredesi címet is. 1917 novemberétől szabadságra ment, majd rendelkezési állományba helyezték, így Hauer Lipót 1918. december 1-jén visszavonult.

## Kitüntetései

### Hazai
| - Bronz Katonai Érdemérem (1895) - Katonai Tiszti Szolgálati Jel 3. osztálya (1897) - Katonai Érdemkereszt 3. osztálya (1898) - Jubileumi Emlékérem a fegyveres erő számára 1898 (1898) - Osztrák Császári Vaskorona-rend 3. osztálya (1904) - Katonai Jubileumi Kereszt (1908) - Fejérváry jubileumi bronzérem (1911) | - Katonai Tiszti Szolgálati Jel 2. osztálya (1912) - Osztrák Császári Lipót-rend nagykeresztje (1912) - Osztrák Császári Vaskorona-rend 2. osztálya (1914) - Katonai Érdemkereszt 2. osztálya (1915) - Vöröskereszt 1. osztályú Díszjelvénye (1916) - Osztrák Császári Vaskorona-rend 1. osztálya (1916) - Osztrák Császári Lipót-rend 1. osztálya (1917) |

### Külföldi
| - Porosz Korona-rend 3. osztálya (1889) - Svéd Vasa Rend parancsnoki keresztje (1894) - Oldenburgi Péter-Frigyes-Lajos Házi- és Érdemrend parancsnoki keresztje (1899) - Perzsa Nap és Oroszlán Rend 2. osztálya (1900) - Anhalti Medve Albert Rend parancsnoki keresztjének 1. osztálya (1908) - Spanyol Katonai Érdemrend nagykeresztje (1910) | - Bolgár Katonai Érdemrend nagy tisztikeresztje (1910) - Kínai Kettős Sárkányrend 2. osztályának 2. fokozata (1911) - Német Vaskereszt 2. osztálya (1915) - Bajor Katonai Érdemrend nagykeresztje kardokkal (1916) - Porosz Vörös Sas-rend 1. osztálya kardokkal (1917) |